# Unione Calcio Sampdoria 1954-1955
Questa voce raccoglie le informazioni riguardanti l'Unione Calcio Sampdoria nelle competizioni ufficiali della stagione 1954-1955.

## Stagione
La Sampdoria nel 1954-1955 ha disputato il campionato di Serie A, finendo al nono posto con 34 punti, gli stessi del Torino.

## Organigramma societario
Area direttiva
- Presidente: Alberto Ravano

Area tecnica
- Allenatore: Paolo Tabanelli, dall'ottava giornata con Lajos Czeizler

## Divise
| Casa |

## Rosa
| N. |                   | Ruolo | Calciatore           |
| -- | ----------------- | ----- | -------------------- |
|    | Italia (bandiera) | D     | Gaudenzio Bernasconi |
|    | Italia (bandiera) | D     | Giuseppe Farina      |
|    | Italia (bandiera) | C     | Giacomo Mari         |
|    | Italia (bandiera) | C     | Pietro Chiappin      |
|    | Italia (bandiera) | A     | Oliviero Conti       |
|    | Italia (bandiera) | C     | Mario Tortul         |
|    | Italia (bandiera) | C     | Pierluigi Ronzon     |
|    | Italia (bandiera) | A     | Giuseppe Baldini     |
|    | Italia (bandiera) | P     | Antonio Pin          |

| N. |                      | Ruolo | Calciatore         |
| -- | -------------------- | ----- | ------------------ |
|    | Italia (bandiera)    | C     | Romano Agostinelli |
|    | Argentina (bandiera) | A     | Humberto Rosa      |
|    | Italia (bandiera)    | A     | Alfredo Arrigoni   |
|    | Italia (bandiera)    | A     | Ennio Testa        |
|    | Italia (bandiera)    | D     | Pietro Podestà     |
|    | Italia (bandiera)    | P     | Vincenzo Reverchon |
|    | Italia (bandiera)    | D     | Cosimo La Penna    |
|    | Italia (bandiera)    | D     | Giovanni Mialich   |
|    | Italia (bandiera)    | A     | Corrado Bernicchi  |

## Risultati

### Serie A

#### Girone di andata
| Arbitro: | Piemonte (Monfalcone) |

|            |           |                                   |
| Burini 17’ | Marcatori | 15’ Tortul 43’ Baldini 70’ Ronzon |

| Arbitro: | Jonni (Macerata) |

|  |           |                       |
|  | Marcatori | 39’, 60’, 80’ Nordahl |

| Arbitro: | Valsecchi (Milano) |

|                                |           |             |
| Secchi 12’ Sabbatella 30’, 73’ | Marcatori | 55’ Baldini |

| Arbitro: | Pieri (Trieste) |

|                                          |           |                                     |
| Capucci 50’ (aut.) Ronzon 59’ Farina 66’ | Marcatori | 21’ Segato 28’ Bizzarri 47’ Virgili |

| Arbitro: | Corallo (Lecce) |

|                   |           |  |
| Armano 62’ (rig.) | Marcatori |  |

| Arbitro: | Bonetto (Torino) |

|             |           |  |
| Pratesi 81’ | Marcatori |  |

| Arbitro: | Bernardi (Bologna) |

|                    |           |               |
| Conti 21’ Mari 60’ | Marcatori | 50’ Rasmussen |

| Arbitro: | Rigato (Mestre) |

|           |           |  |
| Buhtz 16’ | Marcatori |  |

| Arbitro: | Liverani (Torino) |

|                       |           |                               |
| Ronzon 37’ Tortul 47’ | Marcatori | 19’ Carapellese 48’ Dal Monte |

| Arbitro: | Marchetti (Milano) |

|                                 |           |            |
| Cervellati 18’, 65’ Bonafin 27’ | Marcatori | 6’ Baldini |

| Arbitro: | Scaramella (Roma) |

|                       |           |  |
| Testa 73’ Baldini 86’ | Marcatori |  |

| Arbitro: | Liverani (Torino) |

|                    |           |  |
| Baldini 10’ (rig.) | Marcatori |  |

| Arbitro: | Guarnaschelli (Pavia) |

|               |           |  |
| Formentin 59’ | Marcatori |  |

| Arbitro: | Griggi (Brescia) |

|          |           |           |
| Rosa 70’ | Marcatori | 85’ Gotti |

| Arbitro: | Bernardi (Bologna) |

|            |           |             |
| Ronzon 33’ | Marcatori | 81’ Stucchi |

| Arbitro: | Perego (Milano) |

|                          |           |                      |
| Vitali 26’ Beltrandi 34’ | Marcatori | 55’ Conti 72’ Ronzon |

| Arbitro: | Agnolin (Bassano del Grappa) |

|                                                            |           |            |
| Rosa 2’ Ronzon 30’ Baldini 50’ Tortul 60’ Conti 87’ (rig.) | Marcatori | 52’ Bronée |

#### Girone di ritorno
| Genova 6 febbraio 1955 18ª giornata | Sampdoria             | 0 – 0 | Lazio | Stadio Luigi Ferraris\| Arbitro: \| Guarnaschelli (Pavia) \| |
| Arbitro:                            | Guarnaschelli (Pavia) |       |       |                                                              |

| Arbitro: | Bonetto (Torino) |

|                |           |                              |
| Vicariotto 20’ | Marcatori | 9’ Ronzon 39’ Conti 82’ Mari |

| Arbitro: | Marchetti (Milano) |

|                    |           |  |
| Conti 19’ Rosa 68’ | Marcatori |  |

| Arbitro: | Maurelli (Roma) |

|             |           |  |
| Virgili 16’ | Marcatori |  |

| Arbitro: | Pieri (Trieste) |

|          |           |             |
| Rosa 43’ | Marcatori | 48’ Lorenzi |

| Arbitro: | Arpaia (Roma) |

|                                     |           |  |
| Baldini 75’ Arrigoni 82’ Tortul 88’ | Marcatori |  |

| Arbitro: | Bonetto (Torino) |

|             |           |           |
| Brugola 53’ | Marcatori | 14’ Conti |

| Arbitro: | Coppa (Mariano Comense) |

|           |           |           |
| Conti 40’ | Marcatori | 45’ Bacci |

| Arbitro: | Maurelli (Roma) |

|           |           |           |
| Frizzi 6’ | Marcatori | 50’ Conti |

| Arbitro: | Agnolin (Bassano del Grappa) |

|                              |           |  |
| Conti 65’ Baldini 77’ (rig.) | Marcatori |  |

| Arbitro: | Lo Bello (Siracusa) |

|                  |           |            |
| Bettini 33’, 82’ | Marcatori | 88’ Tortul |

| Arbitro: | Rigato (Mestre) |

|                       |           |  |
| Rossi 7’ Olivieri 29’ | Marcatori |  |

| Arbitro: | Campanati (Milano) |

|                                                  |           |                       |
| Tortul 2’, 76’ Baldini 9’, rig.’ Ronzon 11’, 51’ | Marcatori | 55’ Arce 88’ Piccioni |

| Arbitro: | Grandville (Roma) |

|                  |           |            |
| Cattaneo 9’, 64’ | Marcatori | 67’ Ronzon |

| Arbitro: | Griggi (Brescia) |

|           |           |         |
| Nyers 61’ | Marcatori | 4’ Rosa |

| Arbitro: | Bernardi (Bologna) |

|                                        |           |                            |
| Tortul 7’, 82’ Conti 11’ Rosa 53’, 70’ | Marcatori | 66’ Jeppson 71’ Ciccarelli |

| Arbitro: | Guarnaschelli (Pavia) |

|                         |           |                       |
| Ferrario 14’ Gimona 32’ | Marcatori | 36’ Rosa 50’ Arrigoni |

## Statistiche

### Statistiche di squadra
| Competizione | Punti | In casa | In casa | In casa | In casa | In casa | In casa | In trasferta | In trasferta | In trasferta | In trasferta | In trasferta | In trasferta | Totale | Totale | Totale | Totale | Totale | Totale | DR  |
| Competizione | Punti | G       | V       | N       | P       | Gf      | Gs      | G            | V            | N            | P            | Gf           | Gs           | G      | V      | N      | P      | Gf     | Gs     | DR  |
| ------------ | ----- | ------- | ------- | ------- | ------- | ------- | ------- | ------------ | ------------ | ------------ | ------------ | ------------ | ------------ | ------ | ------ | ------ | ------ | ------ | ------ | --- |
| Serie A      | 34    | 17      | 9       | 7       | 1       | 37      | 18      | 17           | 2            | 5            | 10           | 17           | 26           | 34     | 11     | 12     | 11     | 54     | 44     | +10 |

### Statistiche dei giocatori
| Giocatore      | Serie A  | Serie A |
| Giocatore      | Presenze | Reti    |
| -------------- | -------- | ------- |
| G. Bernasconi  | 34       | 0       |
| G. Farina      | 34       | 1       |
| G. Mari        | 32       | 2       |
| P. Chiappin    | 31       | 0       |
| O. Conti       | 31       | 10      |
| M. Tortul      | 31       | 9       |
| G. Baldini     | 28       | 10      |
| P. Ronzon      | 28       | 10      |
| A. Pin         | 27       | -32     |
| R. Agostinelli | 25       | 0       |
| H. Rosa        | 20       | 8       |
| E. Testa       | 14       | 1       |
| A. Arrigoni    | 13       | 2       |
| P. Podestà     | 11       | 0       |
| V. Reverchon   | 7        | -12     |
| C. Bernicchi   | 4        | 0       |
| C. La Penna    | 2        | 0       |
| G. Mialich     | 2        | 0       |